# Platycheirus clausseni
Platycheirus clausseni är en tvåvingeart som beskrevs av Nielsen 2004. Platycheirus clausseni ingår i släktet fotblomflugor, och familjen blomflugor. Inga underarter finns listade i Catalogue of Life.